# Donat (Grisons)
Pour les articles homonymes, voir Donath et Donat.
Donat, appelé Donath jusqu'en 2002, est une ancienne commune suisse du canton des Grisons, située dans la région de Viamala.

## Histoire
Le village de Donath, situé au bas du Schamserberg, est mentionné depuis le XIIe siècle. Il appartient à différentes familles locales avant de passer entre les mains de l'évêque de Coire en 1456.
En 2002, la commune absorbe celle de Patzen-Fardün. Parallèlement, les villages changent de nom, la part de locuteurs romanches étant devenue la plus importante. Le 1er janvier 2021, elle est absorbée par Muntogna da Schons.